# Edge of Seventeen
«Edge of Seventeen» (рус. Рубеж 17 лет) — песня американской певицы Стиви Никс, третий сингл сольного дебютного альбома 1981 года Bella Donna. Никс записала эту песню, чтобы выразить горе по случаю смерти её дяди Джонатана и убийства Джона Леннона в декабре 1980. В песне используются отличительный, низкочастотный гитарный рифф, играемый шестнадцатью нотами, и простой аккорд, характерный для песен Никс.
Выпущенный, как сингл в начале 1982 года, он попал в чарт Billboard Hot 100 (#11), и живое выступление на стороне В достигло #26 в чарте Billboard Top Tracks. Альбомный трек попал в топ-5 в Billboard Mainstream Rock в 1981 году, достигнув пика на 4 строке. Это одна из самых продолжительных и записываемых песен Никс, исполненная многими артистами. Характерный рифф был взят за образец группой Destiny's Child в их песне 2001 года «Bootylicious», с Никс в эпизодической роли в клипе. Никс играла вступительный гитарный рифф для «Bootylicious». Песня была взята за образец Драм-н-бейс музыкантом High Contrast, в песне «Days Go By», и была использована в фильме Школа рока, а также в видеоигре Grand Theft Auto IV.

## Вдохновение
Согласно Никс, название пришло от разговора с Джейн, первой женой Тома Петти, о первом знакомстве пары. Джейн сказала, что они встретились «в 17 лет», но из-за её сильного южного акцента это прозвучало, как «рубеж 17 лет» для Никс. Певице понравилось звучание фразы настолько сильно, что она сказала Джейн, что напишет песню об этом, и похвалила её за вдохновение.
Никс изначально планировала использовать название песни о Томе и Джейн Петти. Смерть её дяди Джонатана и Джона Леннона, во время той самой недели в декабре 1980 года, вдохновило её на написание новой песни, для которой Никс использовала этот заголовок. Продюсер и друг Никс Джимми Айовайн был близким другом Леннона, и Никс почувствовала, что не может помочь ему утешиться. Вскоре после этого она прилетела домой в Финикс, Аризона, чтобы побыть с её дядей Джонатаном, который умер от рака кишечника. Она оставалась со своим дядей и его семьей до самой его смерти.

## Стихи и музыка
На протяжении песни характерный гитарный рифф играется 16-ми нотами Уэдди Уотчелом, проходящий через C, D, и E-минорный аккорды. Во время перехода аккорды чередуются дважды между E-минором и C.
Слова очень символичны, что типично для песен Никс. Никс сказала, что белокрылая горлица представляет собой душу, выходящую из тела во время смерти, и некоторые куплеты родились из переживаний того времени, когда умер её дядя Джонатан.
В названии и припеве песни («Just like a white-winged dove» (рус. Как белокрылая голубка)) очень вероятна ослышка («Just like a one-winged dove» (рус. Как однокрылая голубка). Веб-сайты и книги об ослышках в песнях часто упоминают эту песню.
Гитарные и басовые части сделаны на основе песни «Bring on the Night» группы The Police (из альбома 1979 года Regatta De Blanc). Согласно гитаристу Уэдди Уотчелу, Никс и Айовайн намеренно использовали «Bring on the Night», но Уотчел заявил, что он не подозревал об этом во время записи. Когда он услышал песню «Police», чуть позже по радио, он был ошеломлён схожестью и сказала Никс по телефону: «Даже не смей так ещё раз сделать!»
Песня была исполнена Линдси Лохан в её альбоме 2005 года A Little More Personal (Raw). Она также была исполнена группой «Jonas» в 2007 году.

## Чарты
| Чарт (1981-82)                      | Высшая позиция |
| ----------------------------------- | -------------- |
| Канада, Canada Top Singles (RPM)    | 11             |
| США, US Billboard Hot 100           | 11             |
| США, US Mainstream Rock (Billboard) | 4              |
| США, US Cash Box Top 100            | 19             |

| Годовой чарт (1982)                 | Ранг |
| ----------------------------------- | ---- |
| США, US Top Pop Singles (Billboard) | 100  |